# Момчик
Момчик — река в России, протекает по территории Ямало-Ненецкого автономного округа и Красноярского края. Устье реки находится в 294 км по правому берегу реки Таз. Длина реки составляет 92 км.

## Притоки
- 5 км: река без названия (лв)
- 26 км: река без названия (пр)
- 27 км: Тундровая (лв)
- 49 км: река без названия (лв)
- 79 км: Елковая (лв)

## Данные водного реестра
По данным государственного водного реестра России относится к Нижнеобскому бассейновому округу, водохозяйственный участок реки — Таз. Речной бассейн реки — Таз.
Код объекта в государственном водном реестре — 15050000112115300070035.